# Mercier-Ouest
Mercier-Ouest est un quartier sociologique celles-ci ayant varié dans le temps et différant selon la source consultée de la ville de Montréal de l'arrondissement de Mercier–Hochelaga-Maisonneuve[pas clair].

## Situation
Le quartier Mercier-Ouest est situé à l'ouest de l'autoroute 25. Il est divisé en deux par les quartiers :
- quartier Longue-Pointe (sud-est de la rue Sherbrooke)
- quartier Louis-Riel (nord-ouest de la rue Sherbrooke).

## Histoire
Ce nom a été donné en l'honneur de Honoré Mercier (1840-1894), avocat, journaliste, premier ministre et procureur général de la province de Québec de 1887 à 1891.